# Le canzoni di Luigi Tenco
Le canzoni di Luigi Tenco è il primo album raccolta del cantautore italiano Luigi Tenco, pubblicato nel 1976 dalla RCA (serie Linea Tre) e ristampato, 4 anni dopo, dalla Philips (serie Successo).

## Tracce
Tutti i brani sono di Luigi Tenco.

### Lato A
1. Ciao amore, ciao[1] (Festival di Sanremo 1967)
2. Lontano, lontano[2]
3. Io sono uno
4. Uno di questi giorni ti sposerò
5. Se sapessi come fai
6. Io vorrei essere là

### Lato B
1. Un giorno dopo l'altro[3]
2. Ognuno è libero
3. Amore, amore mio
4. E se ci diranno
5. Vedrai, vedrai[4]
6. Li vidi tornare